# Death Sentence
Death Sentence è un film del 2007 diretto James Wan, interpretato da Kevin Bacon e ispirato al romanzo Il giustiziere della notte N. 2 (Death Sentence) di Brian Garfield.

## Trama
Dopo una partita a hockey, Nick Hume e il figlio maggiore tornano a casa in auto, parlando del futuro del ragazzo. I due arrivano a una stazione di servizio e il figlio scende per andare nel piccolo supermercato, mentre il padre rimane presso il distributore. In quel mentre il negozio viene assalito da una banda di rapinatori e il ragazzo viene ucciso in una sorta di iniziazione per un nuovo affiliato alla banda. I rapinatori dopo l'omicidio fuggono, abbandonando l'assassino alla polizia giunta successivamente. Convinto di non poter ottenere tutta la giustizia che cerca dal processo penale, Nick rinuncia a riconoscere in tribunale l'omicida, che pure aveva visto in volto, e in preda a una insaziabile sete di vendetta, cerca uno a uno tutti coloro che gli hanno strappato l'affetto del figlio, per ripagarli con la stessa moneta, trasformandosi in un implacabile giustiziere.